# Cosmiocryptus aricae
Cosmiocryptus aricae là một loài tò vò trong họ Ichneumonidae.